# Холмс, Дэвид (музыкант)
Дэ́вид Холмс (англ. David Holmes; род. 14 февраля 1969) — североирландский диджей, музыкант и композитор.

## Биография
Младший из десяти детей в семье, Холмс с 15 лет начал самостоятельно зарабатывать на жизнь. До начала своей музыкальной карьеры он поработал парикмахером (в салоне «Zakk’s» в Белфасте), а также поваром. Кроме того, он недолгое время владел и управлял кафе «Mogwai» неподалёку от Королевского университета Белфаста.
Впервые Холмс вышел на сцену в Белфасте вместе с Йеном МакКриди в виде дуэта «Sugar Sweet». Начиная с 1989 года, они вдвоём раз в месяц устраивали крупные вечеринки в местном колледже искусств, на которые приглашали Orbital, Sabres Of Paradise, Chemical Brothers, Slam и прочих знаковых исполнителей того времени. Примечательно, что Orbital записали трек «Belfast» со своего дебютного альбома Orbital как раз после того, как выступили в Sugar Sweet.
Его первым хитом стала песня «DeNiro», написанная в 1992 году совместно с английским диджеем Эшли Бидлом.
В 1995 году Холмс выпустил альбом This Film’s Crap Let’s Slash the Seats, получивший хорошие отзывы за своё атмосферное и эмбиентное звучание. Тогда же Холмс заявил, что альбом создан под впечатлением от кинофильмов и саундтреков (что будет типично для всех последующих альбомов Холмса). Первый трек с альбома, «No Man’s Land», также присутствует на саундтреке к фильму Пи, и, как предполагается, был написан под впечатлением от фильма Во имя отца с Дэниелом Дэй-Льюисом в главной роли. В том же году он исполнил эмбиентные связки между песнями на альбоме Infernal Love североирландской рок-группы Therapy?
В 1997 году Холмс выпустил альбом Let’s Get Killed. Во многих треках этого альбома можно было услышать разговаривающих на улицах Нью-Йорка людей, которых Холмс записал на свой диктофон. Первый сингл с альбома "My Mate Paul, " стал первым большим коммерческим успехом Холмса.
В 1998 году Денни ДеВито пригласил его написать музыкальное сопровождение к фильму Стивена Содерберга «Вне поля зрения».
Во второй раз он работал с Содербергом в 2001 году, вставив некоторые песни из Let’s Get Killed и Bow Down to the Exit Sign в саундтрек к фильму Одиннадцать друзей Оушена.
После выпуска в 2002 году альбома миксов Come Get It I Got It, в 2003 году Холмс выпустил David Holmes Presents The Free Association, на котором он уже выступал не как сольный исполнитель, а вместе с четырьмя другими музыкантами.
Холмс также является автором ремиксов на песни U2, Doves, The Manic Street Preachers, Primal Scream, Джимми Пейджа и Роберта Планта, а также Ice Cube.
В 2008 году он сочинил музыку для рекламной кампании «Нового iPhone».
8 сентября 2008 года выпустил новый альбом, The Holy Pictures.
В апреле 2009 года возглавил список «50 лучших музыкантов Ирландии» по версии газеты The Irish Times.

## Дискография (неполная)

### Альбомы
- This Film's Crap Let's Slash the Seats (1995; при участии Сары Крэкнелл[англ.], Стива Хиллиджа и Джа Уоббла) — #51 в Великобритании
- Let's Get Killed (1997) — #34 в Великобритании
- Essential Mix (1998 ранее транслировавшийся на BBC Radio 1)
- Stop Arresting Artists (1998)
- Bow Down to the Exit Sign (2000) — #22 в Великобритании
- Holmes on the Decks (2000, альбом миксов, также un-mixed-версия ограниченным тиражом выпущена на виниле)
- Come Get It I Got It (2002, альбом миксов)
- David Holmes Presents The Free Association (2003) — #78 в Великобритании
- Code 46: Music From the Film Музыка из кинофильма Код 46 (2004)
- The Holy Pictures (2008) — #65 в Великобритании

### Музыка к кинофильмам
- Воскресший (1998)
- Вне поля зрения (1998)
- Солдаты буффало (2001)
- Одиннадцать друзей Оушена (2001)
- Анализируй то (2003)
- Код 46 (2003)
- Стэндер (2003)
- Двенадцать друзей Оушена (2004)
- Хороший немец (2006) (Музыка не принята режиссёром фильма, Стивеном Содербергом; Холмса заменил Томас Ньюман)
- Тринадцать друзей Оушена (2007)
- Голод (2008)
- Девушка по вызову
- Щедрость Перье (2009)
- Край (2010)
- Шерлок Холмс (2009 год)
- Нокаут (2012 год)